# Roda dos expostos

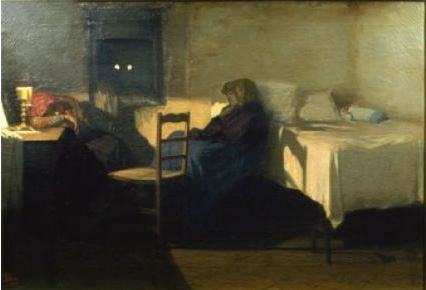
"La guardia alla ruota dei trovatelli" de Gioacchino Toma (1846-1891).

A roda dos expostos ou roda dos enjeitados consistia num mecanismo utilizado para abandonar (expor ou enjeitar na linguagem da época) recém-nascidos que ficavam ao cuidado de instituições de caridade.
O mecanismo, em forma de tambor ou portinhola giratória, embutido numa parede, era construído de tal forma que aquele que expunha a criança não era visto por aquele que a recebia. O abandono de bebês nas rodas era considerado como  alternativa ao aborto ou ao infanticídio.
Esse modelo de acolhimento ganhou inúmeros adeptos por toda a Europa, principalmente a católica, a partir do século XVI.

## Em Portugal

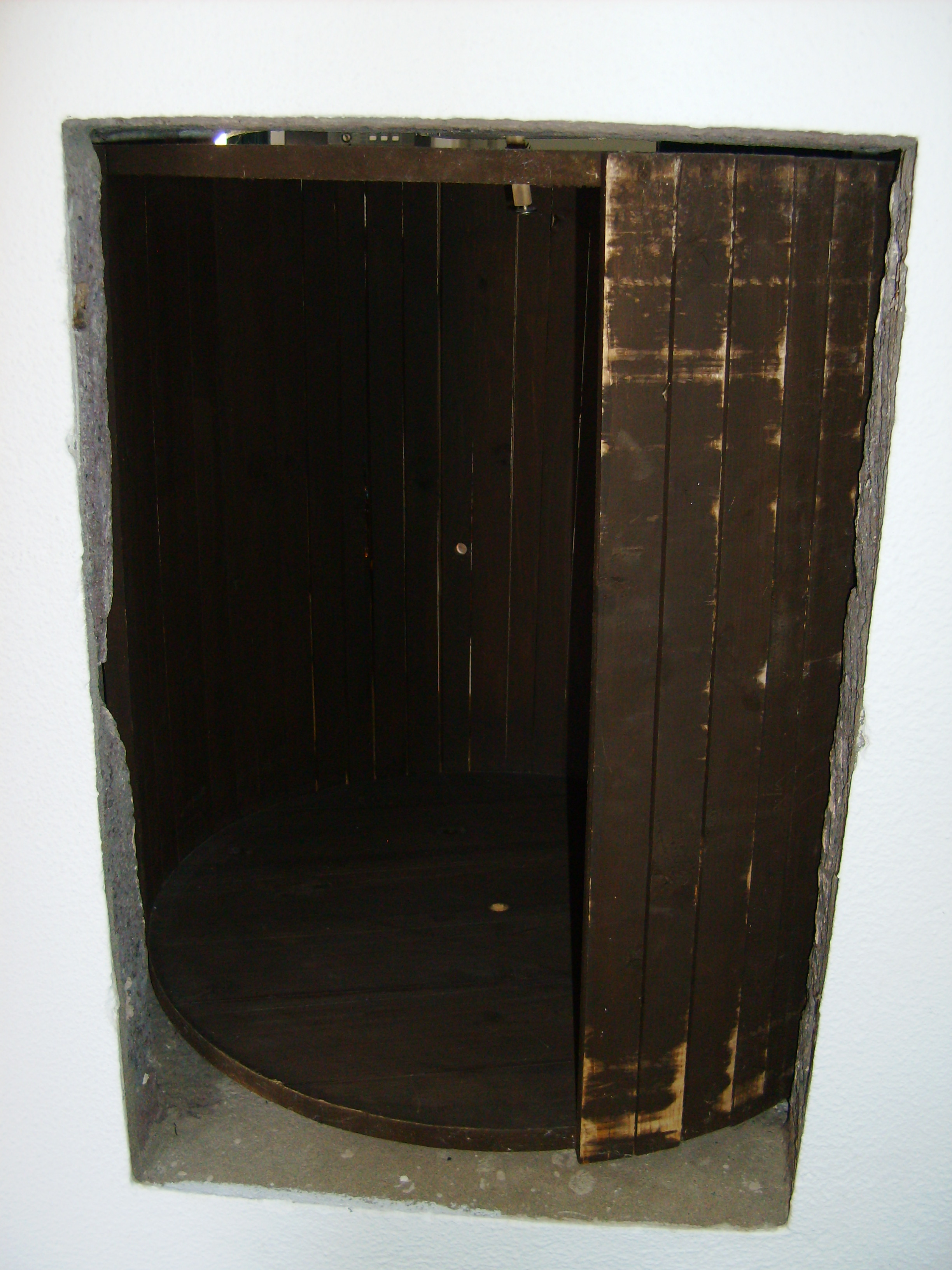
Roda dos expostos (Recolhimento de Santa Maria Madalena, Ilha de Santa Maria (Açores), Portugal).

Em Portugal, as rodas espalharam-se a partir de 1498 com o surgimento das irmandades da Misericórdia, financiadas pelos Senados das Câmaras.
A Santa Casa da Misericórdia de Lisboa foi pioneira neste dispositivo. Ao lado existia uma pequena capela onde as crianças eram imediatamente batizadas, ao entrarem.
Segundo as Ordenações Manuelinas de 1521 e confirmadas pelas Ordenações Filipinas de 1603, as Câmaras deveriam arcar com o custo de criação do enjeitado nascido sob a sua jurisdição, caso esta não tivesse a Casa dos Expostos e nem a Roda dos Expostos. A Câmara teria essa obrigação até que o exposto completasse sete anos de idade.
Em 21 de Novembro de 1866, foi decretada a extinção da roda dos expostos em todo o país. Todavia a roda de Lisboa só foi efetivamente extinta alguns anos mais tarde.
A última execução de uma mulher em Portugal, que aconteceu em 1º de julho de 1772, foi a de uma rapariga com 23 anos, chamada Luísa de Jesus, que matou dezenas de bebés que haviam sido recolhidos na roda de Coimbra, os quais ela ia buscar, a pretexto de adotá-los - umas vezes usando o seu nome verdadeiro, outras usando um nome falso -, com o intuito de se apoderar do enxoval e dos 600 réis que eram dados à criança, quando da adoção.
Em 21 de novembro de 1866, foi decretada a extinção da roda dos expostos em todo o país, mas a roda de Lisboa só foi efetivamente extinta alguns anos mais tarde.

## No Brasil
Abrigos para bebês abandonados começaram a aparecer na América portuguesa no final do século XVII. Em 1693, a Coroa enviou uma carta à Câmara do Rio de Janeiro pedindo que fosse tomada uma providência, pois muitas crianças eram encontradas mortas nas praias e ruas da cidade. No ano seguinte, a Câmara começou a subsidiar os criadores de expostos - pessoas dispostas a manter as crianças em troca do valor estipulado pelas Câmaras. Além de pagar os criadores que encontravam as crianças nas ruas, as Câmaras deveriam instituir e administrar uma Casa da Roda ou fazer um contrato com as Misericórdias locais, para que mantivessem os expostos mediante um pagamento mensal.  As primeiras Santas Casas de Misericórdia da América Portuguesa que receberem a roda dos expostos foram as de Salvador (1726) e a do Rio de Janeiro (1738).
A primeira roda de expostos brasileira, a de Salvador, foi criada com recursos deixados pelo comerciante português João Mattos de Aguiar. Em 1738, Romão Duarte - outro comerciante, também português, que deixara sua fortuna para meninas enjeitadas bem comportadas e que corressem o risco de perder a honra –, fez uma doação à Santa Casa de Misericórdia do Rio de Janeiro, visando à abertura de uma instituição de acolhimento. Já a roda do Recife foi criada em 1788, mas sua administração foi transferida para a Santa Casa de Misericórdia de Olinda, em 1810.